# هيلدر سانتوس
هيلدر سانتوس (بالبرتغالية: Hélder Silva Santos) هو لاعب كرة قدم برازيلي في مركز الدفاع، ولد في 21 أكتوبر 1988 في تريس كاراكوس في البرازيل. لعب مع غريميو بورتو أليغرينزي ونادي باهيا ونادي سيارا ونادي فيغورينسي.

## وصلات خارجية
- هيلدر سانتوس على موقع إي إس بي إن إف سي (الإنجليزية)
- هيلدر سانتوس على موقع قاعدة بيانات كرة القدم.إي يو (الإنجليزية)
- هيلدر سانتوس على موقع Soccerway.com (الإنجليزية)
- هيلدر سانتوس على موقع عالم كرة القدم.نت (الإنجليزية)